# Good Morning, Miss Bliss
Good Morning, Miss Bliss is een Amerikaanse sitcom van Disney Channel. De serie is de voorganger van de succesvolle serie Saved by the Bell.

## Over de serie
In tegenstelling tot Saved by the Bell richtte de serie zich op de lerares, niet op de leerlingen. In dit geval was dat Miss Carrie Bliss. Ze was een van de weinige leraressen op de school met wie de kinderen konden praten als ze in de problemen kwamen. Haar 13- en 14-jarige leerlingen bestonden uit Zack Morris, de manipulatieve charmeur, Lisa Turtle, de rijke shop-a-holic, Samuel "Screech" Powers, de nerd, Mikey Gonzalez, de verlegen jongen en Nikki Coleman, de openmondige advocate in spe met haar eigen mening. De serie richtte zich ook op conciërge Mylo Williams en lerares Miss Tina Paladrino.

## Rolverdeling
- Hayley Mills - Miss Carrie Bliss
- Dennis Haskins - Directeur Richard Belding
- Joan Ryan - Miss Tina Paladrino
- Max Battimo - Mickey Gonzalez
- Dustin Diamond - Samuel "Screech" Powers
- Mark-Paul Gosselaar - Zachary "Zack" Morris
- Heather Hopper - Nicole "Nikki" Coleman
- T.K. Carter - Mylo Williams
- Lark Voorhies - Lisa Turtle

## Afleveringen
1. "Summer Love" (30 november 1988) - Zack ontdekt dat Karen (Carla Gugino), het meisje dat hij op zomerkamp leerde kennen en zei dat hij in een klas hoger zat dan dat hij werkelijk was, nu ook naar dezelfde school gaat als Zack. Hij geeft het niet op en probeert er voor te zorgen dat ze er niet achter komt.
2. "Love Letters" (7 december 1988) - Screech zoekt voor hulp bij Zack als hij een liefdesgedicht aan Lisa wil schrijven.
3. "Wall Street" (14 december 1988) - Als er in de klas een project wordt gehouden over aandelingen, investeert Zack het geld van iedereen uit de klas in wel iets heel risicovols.
4. "Leaping to Conclusions" (21 december 1988) - Als de klas een kikker moet ontleden voor biologie, weigert Nikki hieraan mee te doen. Met alle gevolgen van nadien...
5. "Parents and Teachers" (28 december 1988) - Zacks vader Peter (Robert Pine) ontmoet Miss Bliss op een ouderavond. Hij ontdekt dat hij zich tot haar aangetrokken voelt. Niet iedereen is hier zo gelukkig mee als hij.
6. "Showdown" (4 januari 1989) - Screech wordt gepest door Deke Simmons (Andras Jones). Zijn vrienden moedigen hem daarom aan voor zichzelf op te komen.
7. "Save the Last Dance for Me" (25 januari 1989) - Mickey wordt verliefd op Shana (Alexondra Lee). Zij vraagt Zack voor een bal. Zack accepteert haar aanbod, waardoor Zack en Mickey al snel rivalen van elkaar worden.
8. "The Boy Who Cried Rat" (11 februari 1989) - Miss Bliss is kandidaat voor "Leraar van het jaar". Ondertussen laat Zack Screech' muis rondlopen op school om een toets te missen.
9. "Let's Get Together" (18 februari 1989) - Zack en Nikki kunnen elkaar wel achter het behang plakken als ze samen moeten werken aan een project. Ondertussen trekt Tina bij Miss Bliss in als haar vriendje haar dumpt. Het duurt dan niet lang voordat Miss Bliss ook gek wordt van Tina.
10. "Practical Jokes" (25 februari 1989) - Er wordt een bespotte rechtszaak gehouden door Miss Bliss na een serie grappen.
11. "Stevie" (4 maart 1989) - Zack legt een weddenschap af met Nikki dat hij popzangeres Stevie (Suzanne Tara) kan zoenen.
12. "Clubs and Cliques" (11 maart 1989) - Zack schaamt zich voor zijn oude vrienden als hij nu lid wordt van een oudere en een meer populaire groep.
13. "The Mentor" (18 maart 1989) - Miss Bliss' oude leraar James Lyman (Robert Donner) keert terug en begint ophef met zijn lesmethodes.

## Originele pilotaflevering
De originele pilotaflevering van Good Morning, Miss Bliss werd uitgezonden op 11 juli 1987 door NBC. De rolverdeling in deze aflevering was:
- Hayley Mills - Miss Davis
- Brian Austin Green - Adam Montcrief
- Jaleel White - Bobby Wilson
- Jonathan Brandis - Michael Thompson
- Oliver Clark - Directeur Gerald Belding
- Maria O'Brien - Tina Paladrino
- Gabriel Damon - Bradley
- Samantha Mills - Wendy
- Julie Ronnie - Lonnie Maple
- Matt Shakman - Georgie Winslow
- Charles Siebert - Charlie Davis
- Britton Elliott - Janet Hillhurst
- Josh Goddard - Steven
- Andrea Messersmith - Laurie

## Dvd
Good Morning, Miss Bliss is de enige serie uit de Saved by the Bell-reeks die niet op dvd verscheen. Dat komt doordat de serie werd uitgebracht door Disney Channel, die niet geïnteresseerd was in een dvd-uitgave.